# Алдан-Маадыр
Алда́н-Маады́р (тув. Алдан Маадыр — 60 богатырей) — село в Сут-Хольском кожууне Республики Тыва. Административный центр и единственный населённый пункт Алдан-Маадырского сумона. Население 580 человек (2007), 1107 (2014).

## История
Центр «восстание 60 богатырей» (тув. Алдан Маадыр) 1883—1885 годов, направленного против гнёта империи Цин, под чьим протекторатом Тува находилась в конце XIX века.

## География
Село находится у реки Хемчик, на стыке трех кожуунов (районов): Барун-Хемчикского, Дзун-Хемчикского, Сут-Хольского — и городского округа Ак-Довурак.
Уличная сеть
Дажы-Намчал, Кара-Даг, Кара-Тал, Комсомольская, Манчурек, Мира, Найырал, Самбажык, Шык.
К селу административно относятся местечки (населённые пункты без статуса поселения): Баян-Кол, Борбак-Тей, Кошпес, Куртуг-Даш, Манчурек, Оргу-Шол, Сарыг-Булун, Шат, Шекпээр.
Географическое положение
Расстояние до:
- районного центра Суг-Аксы — 23 км;
- столицы республики Кызыл — 245 км.

Ближайшие населенные пункты
Ближайшие населенные пункты:
- Ак-Даш (11 км);
- Чыраа-Бажы (14 км);
- Бора-Тайга (16 км);
- Чыргакы (18 км);
- Дон-Терезин (21 км);
- Суг-Аксы (23 км);
- Шеми (26 км);
- Кара-Чыраа (27 км);
- Ак-Довурак (29 км);
- Арысканныг-Арыг (30 км).

Климат
Сумон, как и весь Сут-Хольский кожуун, приравнен к районам Крайнего Севера.

## Население
| 2002  | 2010  | 2011  | 2012  | 2013  | 2014  | 2015  |
| ----- | ----- | ----- | ----- | ----- | ----- | ----- |
| 1106  | ↗1109 | ↘1107 | →1107 | ↘1085 | ↗1094 | ↗1103 |
| 2016  | 2017  | 2018  | 2019  | 2020  | 2021  |       |
| ↗1110 | ↗1128 | ↘1124 | ↗1128 | ↘1118 | ↗1234 |       |

## Инфраструктура
Отделение почтовой связи села Алдан-Маадыр (улица Самбажык, 37).
Образование
МБОУ Алдан-Маадырская средняя общеобразовательная школа (улица Самбажык, 17).
МБУ Детская школа искусств с. Алдан-Маадыр (улица Самбажык, 68).
МБДОУ детский сад «Хунчугеш» (улица Самбажык, 17).
Сельское хозяйство
Выращивание зерновых и зернобобовых культур: СХК «ШЫК», СХК «АЛАШ», СХК «ДАЯЛЫГ» АЛДАН-МААДЫР, СХК «ТОЖЕКТИГ», СХК «АРЗЫЛАН», СХК «ХАЙЫР», СХК ЧЫЛБАС.
Разведение овец и коз: СХК «КАРА-ДАГ», СХК ЧИНГЕ-САЙЫР, СХК КОЖЭЭ, СХК «АЛДАЙ».
Разведение крупного рогатого скота: СХК АМЫК.
Культура
Филиал республиканского краеведческого музея «Алдан-Маадыр».
Дом культуры.
Административная деятельность
Администрация села Алдан-Маадыр.
Администрация Алдан-Маадырского сумона.

## Транспорт
Автодорога местного значения.

## Уроженцы
Дажы-Намчал Чыртай-оолович Ооржак.
Сундукай Шээлеевич Монгуш
Дарыма Ондар Киш-Чалааевич.
Херел-оол Дажы-Намчалович Ооржак.